# Kapelle an der Leiterich

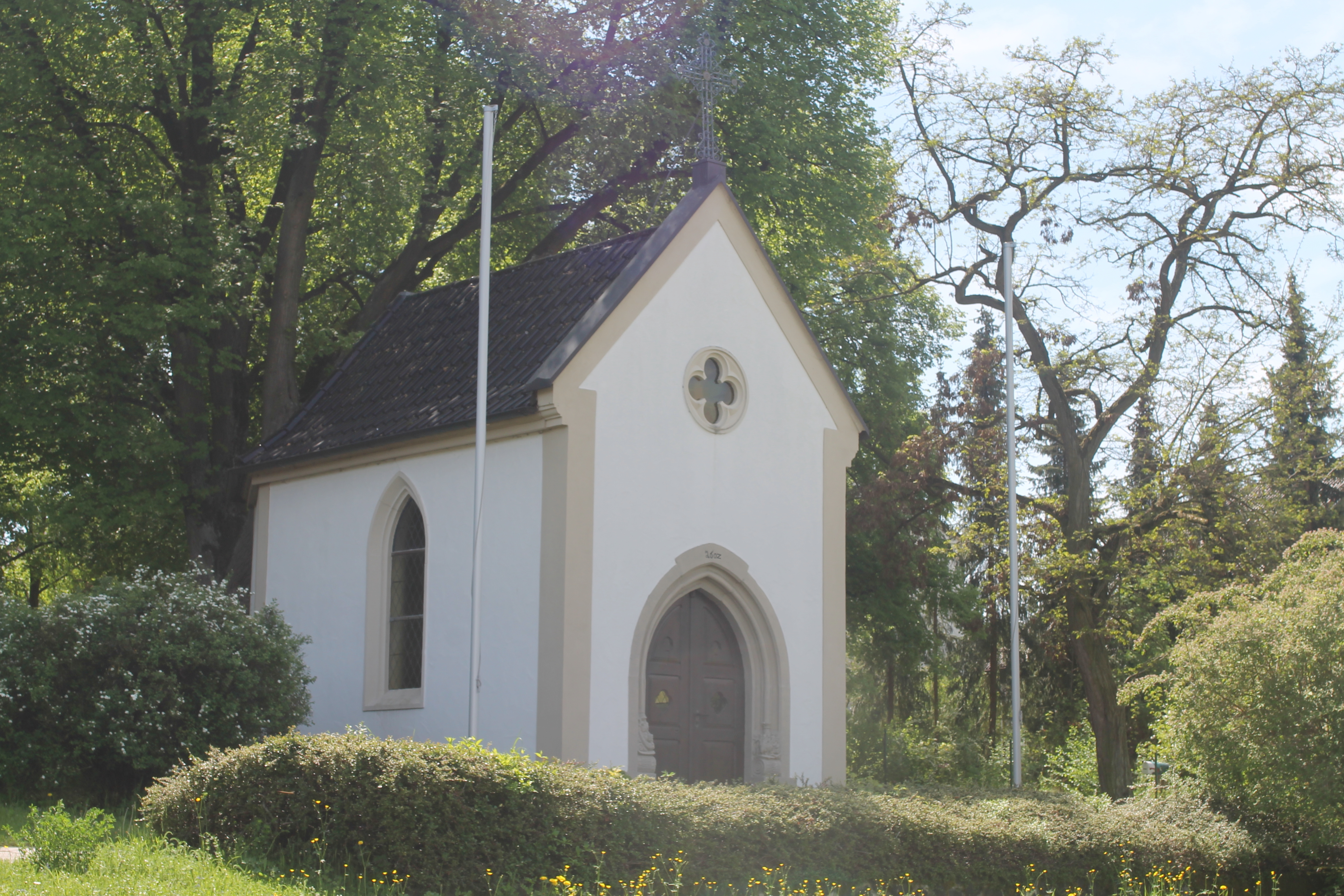
Die Heilig-Kreuz-Kapelle von Wollbach.

Die Kapelle an der Leiterich in Wollbach, einer Gemeinde im unterfränkischen Landkreis Rhön-Grabfeld gehört zu den Baudenkmälern von Wollbach und ist unter der Nummer D-6-73-183-19 in der Bayerischen Denkmalliste registriert.

## Geschichte
Die Kapelle mit dem ursprünglichen Namen Heilig-Kreuz-Kapelle wurde am Leiterich, laut mündlicher Überlieferung am Standort eines ehemaligen Pestfriedhofs, errichtet. Dieser war im Jahr 1625 nötig geworden, weil, u. a. bedingt durch den Dreißigjährigen Krieg, der alte Friedhof um die damalige Kirche, einen Vorgängerbau der heutigen St.-Bonifatius-Kirche, nicht mehr ausreichte. Die mündliche Überlieferung berichtet ebenfalls von einem unterhalb des Pestfriedhofs entstandenen Pesthäusla, einem einfachen Bau aus Holz und Lehmsteinen. Es ist auf der Karte der ersten Landvermessung eingezeichnet und wurde laut Überlieferung zwischen 1855 und 1860 abgerissen.
Am 29. Juni 1898 beantragte Pfarrer Ruf erfolgreich bei der Wollbacher Gemeindeverwaltung, am Leiterich eine Kapelle erbauen zu dürfen. Die Kapelle erhielt mit dem gotischen Portal, der Tür und den beiden Seitenfenstern Bauteile der 1602 erbauten und 1890 abgerissenen Pfarrkirche, dem direkten Vorgängerbau der St.-Bonifatius-Kirche; ferner wurde an der Kapelle auch ein Kreuzweg mit 14 Stationen errichtet, in deren Umfeld im Jahr 1901 Linden gepflanzt wurden.
Die Kapelle ging am 26. März 1899 durch Schenkung von Pfarrer Ruf an die Gemeinde über und wurde noch im gleichen Jahr durch Pfarrer Ruf eingeweiht.
Der Kreuzweg wurde abgerissen, als unter Bürgermeister Otto Valentin eine Löschwasserzisterne an der Kapelle errichtet wurde. Im März 2000 erhielt die Kapelle einen neuen Dachstuhl, neue Dachziegel sowie neuen Außenputz. 2008 erfolgte eine Innenrenovierung.